# Кучеметьевка
Кучеметьевка — река в России, протекает по Ярковскому и Юргинскому районам Тюменской области. Устье реки находится в 101 км от устья реки Тап по правому берегу. Длина реки составляет 31 км.

## Данные водного реестра
По данным государственного водного реестра России относится к Иртышскому бассейновому округу, водохозяйственный участок реки — Тобол от впадения реки Исеть и до устья, без рек Тура, Тавда, речной подбассейн реки — Тобол. Речной бассейн реки — Иртыш.
Код объекта в государственном водном реестре — 14010502612111200004346.